# Ілько Гутник
Ілько Гутнік (11 серпня 1918, Тростяниця — 2 квітня 1990, Тршебич) — чеський військовий і залізничник. Під час Другої світової війни його майбутня дружина Марія Гутнікова воювала в тому ж підрозділі, що й він. 

## Біографія
Ілько Гутнік народився 1918 року в Тростяниці на Закарпатті, його батько був лісником, мати домогосподаркою. Невдовзі після народження Ілька Гутника померли обидва його батьки, тож у нього та його братів і сестер було важке дитинство. У 1938 році він навчався на коваля в Мукачеві, а потім приєднався до чехословацької армії, коли його направили в Кошице, де він працював до розформування армії в березні 1939 року. Після розформування армії не хотів повертатися на окуповане Закарпаття, тому виїхав до Польщі, де разом із 75 особами був інтернований до приходу радянських військ. Радянська влада вивезла його на інтернування до виправно-трудового табору у Старобільську, а згодом до виправно-трудового табору у Владивостоці.
У 1942 році він приєднався до чехословацької військової частини в Бузулуку і розпочав артилерійську та зв’язківську підготовку. Воював у складі 1-го чехословацького армійського корпусу, в тому числі на Дукельському перевалі, де був важко поранений. Його помістили в лікарню в Баку, а потім в Тбілісі. Попри визнану інвалідність, він просив поновлення в армії, його перевели в Гуменне, де він працював польовим жандармом. Проте невдовзі повернувся до 1-го чехословацького армійського корпусу, де знову працював зв’язківцем і 10 травня 1945 року успішно пройшов із частиною через Тршебичі.
Після закінчення Другої світової війни він отримав чехословацький бойовий хрест 1939 року, медаль за битву під Німеччиною та інші нагороди. Він також вступив до особистої гвардії генерала Людвіка Свободи (вони разом воювали в одному підрозділі), але в 1946 році був звільнений з армії. Він приєднався до в'язниці в Пльзені-Борех наглядачем і був звільнений у 1948 році через інвалідність. У 1951 році він переїхав до Тршебіча, де працював на залізниці чорноробом, а згодом кондуктором. Помер у 1990 році.